# Kleine tongorchis
De kleine tongorchis (Serapias parviflora) is een Europese orchidee. Het is een wijd verspreide maar zeldzame soort van het Middellands Zeegebied en de Atlantische kust van Frankrijk.
De plant dankt zijn naam aan zijn voor het geslacht fijne bouw en kleine bloemen.

## Naamgeving enetymologie
- Synoniem: Serapias occultata J. Gay ex. Cavalier (1848)

- Frans Sérapias à petites fleurs
- Duits: Kleinblütiger Zungenstendel
- Engels: Small-flowered Serapias

De botanische naam Serapias is ontleend aan de Egyptische god Serapis. De soortaanduiding parviflora is afkomstig van het Latijnse parvus (klein) en flos (bloem), vanwege zijn in verhouding kleine bloemen.

## Kenmerken

### Plant
De kleine tongorchis is een fijngebouwde, 10 tot 30 cm hoge overblijvende geofyt. De bloemstengel is aan de basis dikwijls rood geaderd of gevlekt, en draagt tot zeven bladeren en een lange, slanke, dichtbebloemde aar met drie tot tien bloemen.

### Bladeren
De bladeren zijn lijnlancetvormig, met een langgerekte punt, schuin afstaand tot aanliggend, gootvormig, het grootste tot aan de bloeiaar reikend, naar boven toe snel kleiner wordend en overgaand in rode schutbladen, die iets langer zijn dan de helm van de bloem.

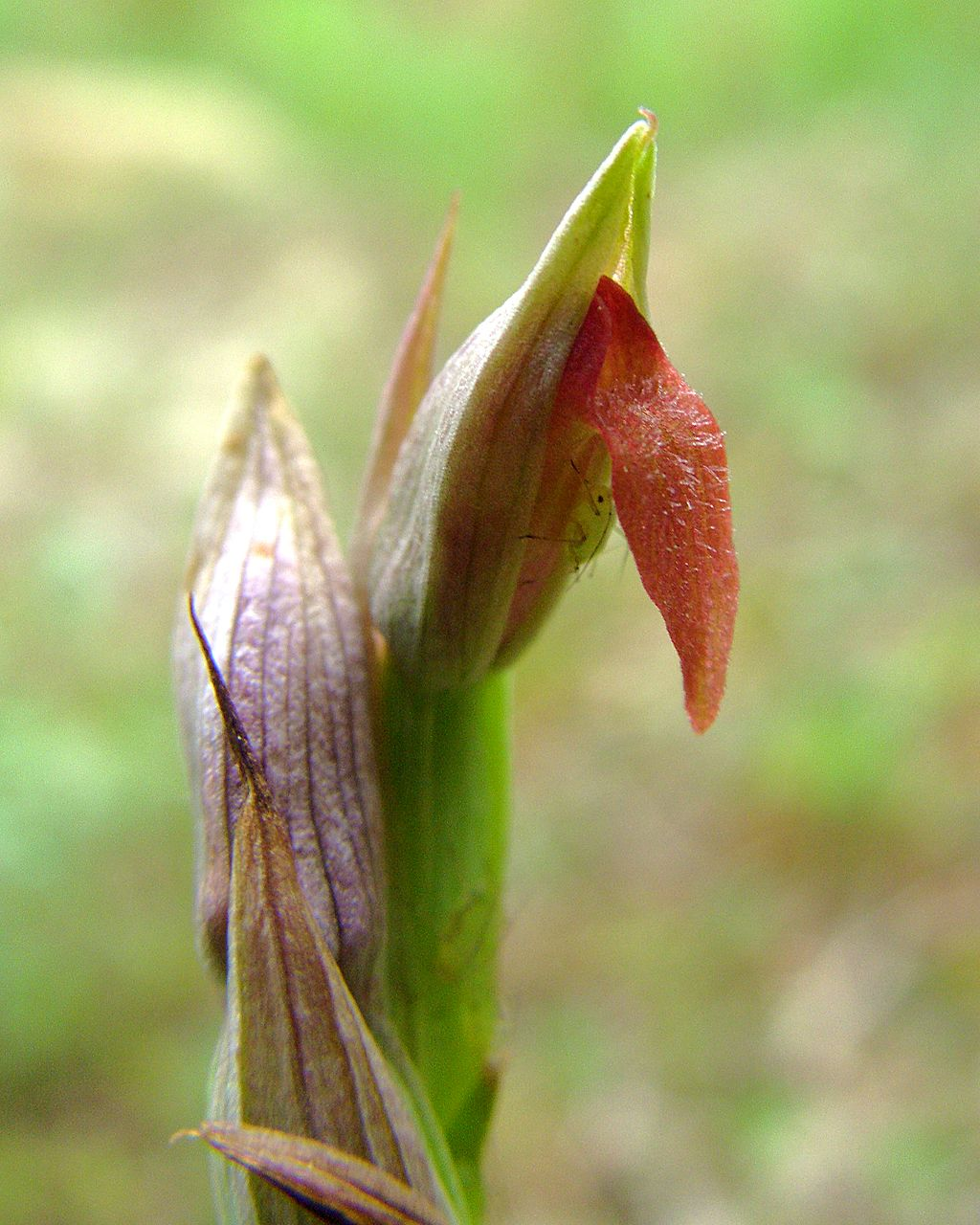
detail bloem

### Bloemen
De bloemen zijn zeer klein voor een tongorchis, dikwijls cleistogaam, met een horizontale tot rechtopstaande, grijs-groene tot grijs-violette en roodgeaderde helm, gevormd door de weinig gefuseerde lancetvormige kelkbladen en bovenste kroonbladen. De kroonbladen zijn langgerekt druppelvormig met een korte top.
De lip bestaat uit twee delen. De hypochiel is tot 10 mm lang en 12 mm breed, omgekeerd eirond tot hartvormig, opgerold, met laterale lobben die volledig onder de helm verborgen liggen, en draagt een karakteristieke verdikte en van korte haren voorziene callus, met aan de basis twee uitstekende, violette tot purperen, wijd uiteenstaande, parallel lopende lamellen. De epichiel is klein en kort, tot 10 mm lang en 5 mm breed, spits lancetvormig, soms volledig naar achter gebogen onder de hypochiel, roodbruin tot purper gekleurd.
Het gynostemium draagt strogele pollinia.
De bloeitijd is van april tot mei.

## Habitat
De kleine tongorchis prefereert basische tot licht zure gronden op zonnige of licht beschaduwde plaatsen, zoals vochtige tot natte graslanden, open plaatsen in garrigues en maquis, oude olijfboomgaarden en lichte bossen. In de bergen komt de soort voor tot op hoogtes van 1.200 m.

## Verspreiding en voorkomen
De kleine tongorchis kent een mediterraans-atlantisch verspreiding, van de Canarische Eilanden in het westen tot in Cyprus en de eilanden in de Egeïsche Zee. In Frankrijk langs de Atlantische kust van Bretagne tot aan de Pyreneeën, langs de ganse kust van de Middellandse Zee en in Corsica. Ze is wijd verspreid maar overal zeldzaam.

## Verwante en gelijkende soorten
De kleine tongorchis kan door zijn kleur en vorm enkel verward worden met andere soorten uit hetzelfde geslacht. Hij kan van de meeste tongorchissen onderscheiden worden door de fijne, slanke habitus, in verhouding kleine bloemen met de korte epichiel, dikwijls gevlekte bloemstengel en de druppelvormige kroonbladen.

## Bedreiging en bescherming
De kleine tongorchis is in Frankrijk op nationaal niveau beschermd.
S. aphroditae · 
S. apulica · 
S. atlantica · 
S. bergonii · 
S. carica · 
S. cordigera (Brede tongorchis) · 
S. cossyrensis · 
S. cycladum · 
S. elsae · 
S. feldwegiana · 
S. gregaria · 
S. ionica · 
S. istriaca · 
S. levantina · 
S. lingua (Gewone tongorchis) · 
S. lorenziana · 
S. neglecta (Vergeten tongorchis) · 
S. nurrica · 
S. orientalis · 
S. olbia · 
S. parviflora (Kleine tongorchis) · 
S. patmia · 
S. perez-chiscanoi · 
S. politisii · 
S. stenopetala · 
S. strictiflora · 
S. vomeracea (Lange tongorchis)